# Trocmes
Els trocmes (en llatí Trocmoi, en grec antic Τρόκμοι) eren una de les tes antigues tribus de gals que van ocupar la Galàcia a l'Àsia menor, juntament amb els tolistobogis i els tectòsages.
Formaven part del grup de tribus de la Gàl·lia que es van desplaçar cap a Macedònia i Anatòlia a principis del segle iii aC. Les tres tribus van ser vençudes pel cònsol romà Gneu Manli Vulsó l'any 189 aC, i es van veure obligades a sotmetre's incondicionalment a la voluntat romana.